# Maršić
Maršić (en serbe cyrillique : Маршић) est un village de Serbie situé dans la municipalité de Pivara (Kragujevac), district de Šumadija. Au recensement de 2011, il comptait 259 habitants.

## Démographie
| 1948 | 1953 | 1961 | 1971 | 1981 | 1991 | 2002 | 2011 |
| ---- | ---- | ---- | ---- | ---- | ---- | ---- | ---- |
| 162  | 160  | 170  | 180  | 217  | 299  | 294  | 259  |

|  |